# Радка Аргирова
Радка Младенова Аргирова е българска вирусоложка, с научен и практически стаж в областта на ХИВ, ретровирусите и онкогенните вируси. Председател на Българското дружество по медицинска вирусология и председател на Националния експертен борд по вирусология към Българския лекарски съюз.

## Биография
Радка Аргирова е родена на 4 ноември 1944 г. в село Ковачевец (Поповска околия), Царство България. През 1969 г. завършва Висшия медицински институт в София. През 1973 г. придобива научна степен Кандидат на медицинските науки (к.м.н.) в Института по вирусология „Ивановски“ в Москва след защита на дисертация в областта на животинските ретровируси. През 1987 г. е избрана за доцент по вирусология към Института по обща и сравнителна патология на БАН. От 1994 г. е доктор на медицинските науки, а от 1997 г. е професор по вирусология.
След завършването си през 1969 г. работи като лекар в Отделение по вътрешни болести и Бърза помощ в Окръжна болница, Габрово. Между 1974 и 1981 г. е научен сътрудник в Лаборатория по имунология и вирусология в Националния център по онкология, София, а от 1982 до 1987 г. – в Лабораторията по молекулярна биология на ретровирусите към бившия Институт по Обща и Сравнителна патология на БАН.
През периода 1980 – 1981 г. е стипендиант на Фондация „Александър фон Хумболт“ с научна дейност в областта на ретровирусите. През 1985 г. след участие в специализиран конгрес в Хамбург, получава вируса HIV от проф. Робърт Гало, донася го в БАН и с това в България започват дейностите, свързани със СПИН. През 1987 г. тя е натоварена да организира първата потвърдителна лаборатория по СПИН в България, в същата година с нейното активно участие започва и контролът на кръвната банка за вируса.